# Chaetopteroplia petrovitzi
Chaetopteroplia petrovitzi är en skalbaggsart som beskrevs av Machatschke 1971. Chaetopteroplia petrovitzi ingår i släktet Chaetopteroplia och familjen Rutelidae. Inga underarter finns listade i Catalogue of Life.